# Beria (plaats)
Beria is een spookdorp in de regio Goldfields-Esperance in West-Australië.

## Geschiedenis
Ten tijde van de Europese kolonisatie leefden de Tjalkadjara Aborigines in de streek. De rode okermijn van Taralguta lag in hun leefgebied waardoor conflicten ontstonden met de naburige stammen.
In 1897 vond John Lemon acht kilometer ten noorden van Laverton goud. Tegen januari 1899 werd er een goudmijn actief, Lancefield genoemd naar zijn geboorteplaats in Victoria. De goudmijn werd in 1904 door de 'Lancefield Gold Mining Company' overgenomen. De latere president van de Verenigde Staten, Herbert Hoover, was directeur in dat bedrijf.
In 1905 werd Beria officieel gesticht. De eigenlijke Aboriginesnaam voor de plaats is "Tinbeeringtharra" maar landmeter J.H.Rowe vond de naam Beria gepaster. Beria is een Aborigineswoord en betekent "groot open veld".
Van 1908 tot 1916 werd van een smalspoor-spoorweg tussen Laverton en de Lancefield-goudmijn gebruik gemaakt om hout aan te voeren voor het stutten van de mijnschachten. Omdat het de mijnactiviteiten in de weg stond, werd het dorp in 1936 verplaatst.
De goudmijn ging nog enkele keren in andere handen over, sloot en heropende, en werd uiteindelijk met een diepte van 950 meter een van de diepste ondergrondse goudmijnen in West-Australië. Ze werd in 1994 gesloten. Van het dorp Beria schiet enkel nog een cricketveld over.

## 21e eeuw
Beria maakt deel uit van het lokale bestuursgebied (LGA) Shire of Laverton.

## Transport
Beria ligt 965 kilometer ten noordoosten van de West-Australische hoofdstad Perth, 121 kilometer ten oostnoordoosten van het aan de Goldfields Highway gelegen Leonora en 8 kilometer ten noorden van Laverton, de hoofdplaats van het lokale bestuursgebied waarvan het deel uitmaakt.

## Klimaat
Beria kent een warm woestijnklimaat, BWh volgens de klimaatclassificatie van Köppen.

## Externe links

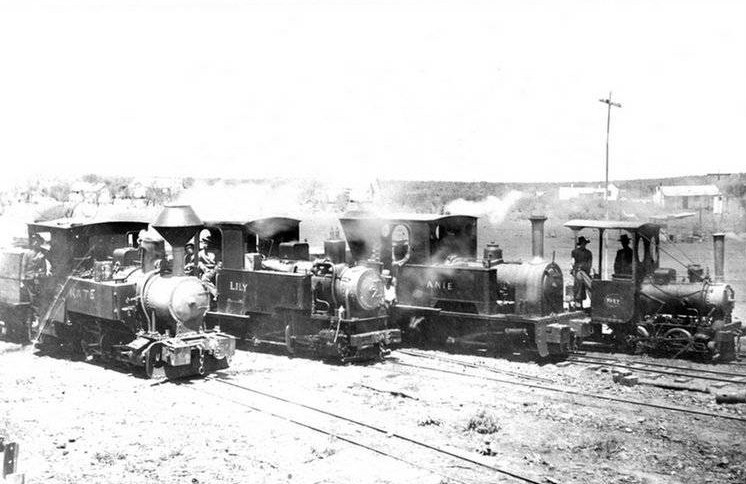
Stoomlocomotieven te Beria in 1902